# Албанская православная церковь
Алба́нская правосла́вная це́рковь (официально Православная автокефальная церковь Албании, алб. Kisha Ortodokse Autoqefale e Shqipërisë) — автокефальная поместная православная церковь на территории Албании, имеющая 13-е место в диптихе Константинопольского патриархата. Иерархия Албанской православной церкви была воссоздана Константинопольским патриархатом в начале 1990-х после полного уничтожения церковной организации в стране властями коммунистической Албании в конце 1960-х годов.
Основная часть членов проживает в южных районах страны, так как в центре и на севере страны преобладает ислам.

## История
Первые христианские общины на территории современной Албании известны с III века, первая епископская кафедра учреждена в X веке. Вскоре образовалась митрополия, находившаяся в юрисдикции Охридской архиепископии, а с 1767 года находилась в юрисдикции Константинопольского патриархата.
В XIX веке ислам стал религией большинства албанцев. Большинство православного населения в условиях, когда богослужение и образование были на греческом языке, отождествляло себя с эллинизмом. Албанская православная церковь была основана албанскими эмигрантами, среди которых роль инициатора играл Фан Ноли.
В 1912 году Албания обрела независимость от Османской империи, что подогревало желание добиться церковной независимости. 10—12 сентября 1922 года в Берате по инициативе Фана Ноли прошёл Церковно-народный собор, провозгласивший автокефалию Албанской церкви, которая была почти сразу признана албанским правительством, но отвергнута Константинопольским патриархатом. В 1926 году православной церкви в Албании была дарована автономия. Назначения епископов в Дурресскую, Гирокастринскую и Тиранскую митрополии должны были производить Константинопольский патриарх и его Синод по предложению Албанской православной комиссии, назначаемой албанским правительством.
Вместе с тем, многие албанские церковные деятели не считали дело завершённым и стремились к достижению полной самостоятельности. В феврале 1929 года епископ Виссарион (Джувани) вместе с находившимся в Албании сербским епископом Виктором (Михаиловичем) без каких бы то ни было предварительных переговоров с Константинополем, хиротонисали ещё 3 епископов-албанцев. 4 епископа составили Священный Синод Албанской православной церкви, который избрал епископа Виссариона своим председателем и Архиепископом всей Албании. Вслед за утверждением Священного Синода королём Зогу Синод провозгласил Албанскую православную церковь автокефальной, а её предстоятель письменно уведомил о происшедшем другие православные церкви. Греческие архиереи, представители Константинопольского Патриарха, были высланы из Албании. В 1934 году в Албанской православной церкви насчитывалось 4 епархии, 438 общин, 27 монастырей и 200 тысяч верующих.
Непризнание поместными православными церквями самопровозглашённой автокефалии, усиленная католическая пропаганда и недоброжелательное отношение к православию правительства Зогу поставили Албанскую церковь в трудные условия. Архиепископ Виссарион в проповедях объявил церковь гонимой, а 24 января 1935 года направил королю Зогу телеграмму, в которой охарактеризовал состояние и положение Албанской православной церкви. Архиепископ писал об отрицательных последствиях для страны и православия притеснений церкви, становящихся систематическими, и препятствий, чинимых ей в сборе пожертвований.
12 апреля 1937 года синодальным томосом была признана автокефалия Православной церкви в Албании.
В январе 1946 году была провозглашена Народная Республика Албания во главе с генеральным секретарём Коммунистической партии Албании Энвером Ходжей. К тому времени, с организационной точки зрения, Албанская церковь находилась в состоянии полной анархии. Епископы Ириней (Бануши) и Виссарион (Джувани) были арестованы новой властью. Ещё двое епископов, Евлогий (Курилас) и Пантелеимон (Котокос), бежали в Грецию ещё в 1941 году. В январе 1946 года скончался епископ Агафангел (Чамче). На своей кафедре остался лишь архиепископ Христофор (Киси).
В 1948 году власти не препятствовали обмену визитами между Русской и Албанской православной церквями. В 1950 году в связи с ухудшением советско-югославских отношений в Албанию из Югославии были высланы священники Димитрий Томачинский и Григорий Крыжановский, а также русская женская Благовещенская монашеская община. Вскоре начались политические репрессии, преследования верующих.
В 1967 году Энвер Ходжа начал кампанию по уничтожению религии в Албании. Церковные здания объявлялись народной собственностью, сотни храмов и множество монастырей были разрушены, оставшиеся превращены в склады, кинотеатры, клубы, тюрьмы. Священнослужителей арестовывали и отправляли на принудительные работы, понуждали осквернять святыни, а в случае отказа расстреливали на месте. Родителей, крестивших своих детей, отправляли в концентрационные лагеря. За прилюдное совершение крестного знамения приговаривали к тюремному заключению. Запрещалось давать христианские и мусульманские имена детям. В ноябре 1969 года Албания была официально провозглашена первой в мире атеистической страной. В конце 1970-х годов было объявлено об окончательном искоренении всех религиозных предрассудков.
Со смертью Энвера Ходжи в 1985 году усилилось общественное противостояние коммунистическому режиму.
В январе 1991 года Вселенский патриарх Димитрий назначил митрополита Элладской церкви Анастасия (Яннулатоса) Патриаршим экзархом в Албании. Когда митрополит Анастасий прибыл в страну, из священников выжило лишь 15, все они были старыми и больными. Весной 1991 года пал коммунистический режим, в Албании установилась многопартийная система. Началось восстановление Православной церкви и всей религиозной жизни в стране. В том году около трёх тысяч православных собрались на пасхальное богослужение в единственном действующем в Тиране православном храме. Началось рукоположение священников и восстановление церковной жизни.
7 февраля 1992 года митрополит Анастасий открыл духовную семинарию.
24 июня 1992 года митрополит Анастасий был избран архиепископом Тираны и всей Албании. Первые годы его служения в Албании были нелёгкими: власти долгое время не признавали владыку, а экстремисты покушались, обстреляв его резиденцию.
В 1996 году для замещения трёх вдовствующих епархий были избраны и рукоположены три клирика-грека: Игнатий (Триантис) на Бератскую кафедру, Христодул (Мустакис) на Корчинскую кафедру и Александр (Калпакидис) на Гирокастрскую кафедру. Они и архиепископ Анастасий должны были войти в состав возрождённого Священного Синода, однако полностью греческий состав Синода вызвал протест как со стороны албанских верующих, так и со стороны властей. В 1998 году удалось договориться о том, что Синод будет состоять из двух греков и двух албанцев: власти признали митрополита Бератского, Влёрского и Канинского Игнатия, его интронизация состоялась 18 июля 1998 года в церкви Святого Спиридона в Берате, два других иерараха были почислены на покой и уехали в Грецию.
18 июля 1998 года архимандрит Иоанн (Пелуши), профессор и декан духовной академии Воскресения Христова в Дурресе был избран митрополитом Корчинским (хиротония состоялась 20 июля, интронизация — 25 июля), а священник Косма Кирьо — викарным епископом Аполлонийским. Он был представителем старшего поколения албанского духовенства, даже в самые жестокие годы религиозных гонений тайно крестил и совершал Божественную литургию (его хитротония состоялась 23 июля). Протопресвитер Яни Требицка был назначен генеральным секретарём Священного Синода. 11 августа 2000 года епископ Косма скончался.
Президент Албании в 2002—2007 годах Альфред Мойсю по вероисповеданию был православным.
3-4 ноября 2006 года, в монастыре святого Власия в Дурресе, состоялся собор духовенства и мирян Албанской Православной церкви, на котором присутствовало 257 делегатов. Он рассмотрел постатейно и единогласно признал новый церковный устав. 6 ноября Священный синод утвердил новый Устав Православной Автокефальной церкви Албании.
11 ноября 2006 года Священный синод Албанской церкви избрал архимандрита Димитрия (Дикбасаниса) епископом Гирокастринским (хиротония состоялась 16 ноября, настолование — 26 ноября), архимандрита Николая (Гику) — викарным епископом Аполонийским (хиротонисан 19 ноября), архимандрита Антония (Мердани) — викарным епископом Круйскогим (хиротонисан 21 ноября). Они принадлежали к новому поколению священнослужителей, получивших образование в Духовной академии Воскресения Христова Святого Влаша в Дурресе.
По предложению совета духовенства и мирян, как это определено в новом Уставе Албанской церкви, 19 января 2012 года, на своём заседании, Священный Синод избрал двух новых епископов: архимандрита Нафанаила (Стергиу) (хиротонисан 21 января) викарным епископом Амантийским и архимандрита Астия (Бакаллбаши) епископом Бюлисским (хиротонисан 22 января). Несмотря на их статус викарных епископов, они становились полноправными членами Священного Синода. Епископу Нафанаилу поручен надзор за монастырской недвижимостью, епископу Астию поручалось апостольское служение.
1 июня 2014 года в Тиране состоялось Великое освящение Воскресенского кафедрального собора.
7 апреля 2016 года были образованы две новые митрополии: Аполлонийская и Фиерская митрополия, выделенная из Бератской митрополии, и Эльбасанская митрополия, выделенная из Тиранской митрополии.

## Современное состояние
В богослужении АПЦ используются албанский, греческий и арумынский (влахский) языки.
Единственными действующими монастырями являются Монастырь Рождества Пресвятой Богородицы в Арденице и Скит святых Жён Мироносиц при монастыре святого Власия Севастийского.
Число приверженцев Албанской православной церкви по состоянию на 2018 год оценивалось в 700 тыс. человек.
Епархии

##### Тирано-Дурресская архиепископия
Кафедра: г. Тирана.
Правящий архиерей: архиепископ Тиранский и всей Албании Иоанн (Пелюши).
титулярный митрополит Амантийский Нафанаил (Стергиу).
титулярный епископ Круйский Анастасий (Мамай).

##### Аполлонийская и Фиерская митрополия
Кафедра: г. Фиери.
Правящий архиерей: Николай (Хюка).

##### Бератская, Влёрская и Канинская митрополия
Кафедра: г. Берат.
Правящий архиерей: Астий (Бакалбаши).

##### Гирокастринская митрополия
Кафедра: г. Гирокастра.
Правящий архиерей: Димитрий (Дикбасанис).

##### Корчинская митрополия
Кафедра: г. Корча.
Правящий архиерей: Иоанн (Пелюши) (в/у)

##### Эльбасанская митрополия
Кафедра: г. Эльбасан.
Правящий архиерей: Антоний (Мердани).

## Первоиерархи
- Феофан (Ноли) (21 ноября 1923 — начало 1925).
- Виссарион (Джувани) (3 мая 1925 — 27 мая 1936).
- Христофор (Киси) (12 апреля 1937 — 25 августа 1949).
- Паисий (Водица) (25 августа 1949 — 4 марта 1966).
- Дамиан (Коконеши) (7 марта 1966 — 18 октября 1973).
- Анастасий (Яннулатос) (2 августа 1992 — 25 января 2025)[13].
- Иоанн (Пелюши) (16 марта 2025 —)